# مدار ۵۴ درجه و ۴۰ دقیقه شمالی

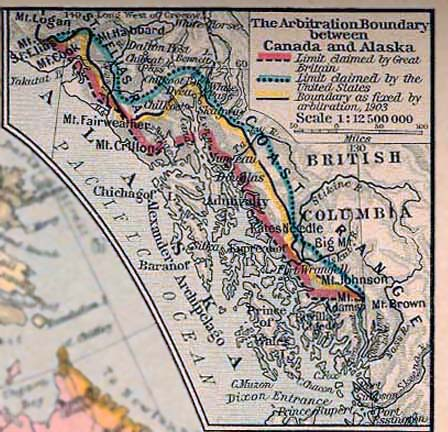
مرز میان آلاسکا و کانادا. مرز نهایی که در سال ۱۹۰۳ تعیین شد با رنگ زرد مشخص شده است.

مدار ۵۴ درجه و ۴۰ دقیقه شمالی یک مدار جغرافیایی است که بین مدارهای ۵۴ درجه و ۵۵ درجه شمالی قرار گرفته و انتهای جنوبی مرز ایالت آلاسکای آمریکا و ایالت بریتیش کلمبیای کانادا را تشکیل می‌دهد. این مرز پس از مذاکرات سه‌جانبه میان امپراتوری روسیه، امپراتوری بریتانیا و ایالات متحده آمریکا در سال‌های ۱۸۲۴ و ۱۸۲۵ تعیین شد.